# Kama (Indien)
Kāma (Sanskrit काम, „weltlicher Genuss“, „Verlangen“) oft einseitig als „Lust“ oder „Sexuelles Verlangen“ übersetzt, gilt im Hinduismus als eines der vier Purusharthas, die „vier Lebensziele des Menschen“. Die weiteren drei sind
1. Artha: Wohlstand und Erfolg,
2. Dharma: ein Leben entsprechend den sozialen und kosmischen Gesetzen,
3. Moksha: die Erlösung.[1]

Vanamali Gunturu nennt als Reihenfolge der Bedeutung: Dharma, Artha, Kama und Moksha.
Hindus lehnen weltliches Streben, Lust und Verlangen nach Wohlstand nicht als unmoralisch ab, diese sind jedoch den beiden anderen Zielen, Dharma und Erlösung, untergeordnet. Ist für das tägliche Leben die Erfüllung des Dharma das wichtigste Leitziel, so sind doch für das Leben als Haushalter auch Artha und Kama notwendig.
Doch obwohl hinduistische Tradition und Gesellschaft einerseits die Legitimität von Kama anerkennen, gehört der Begriff auch zu den sogenannten „Sechs Feinden“, den Übeln, die der Mensch auf dem Weg zur Erlösung überwinden muss.

## Bedeutung in den Schriften
Im berühmten Schöpfungslied des Rigveda ist Kama, das Verlangen, Quelle und Ursprung aller Dinge.
Im Anfang war Finsternis in Finsternis versteckt […] das Eine wurde durch die Macht eines heißen Dranges geboren. Über dieses kam am Anfang das Liebesverlangen, was des Denkens erster Same war
Dieses Verlangen war der Urtrieb, der die Erscheinungswelt aufrechterhält, die hinter dem Kreislauf der Wiedergeburten (Samsara) stehende Kraft. Ein Vers im Atharva Veda (AV, 9.2.) begrüßt Kama als „Erstgeborenen der Schöpfung“. Das Mahabharata (12.167) berichtet von einem
Disput darüber, welches der Lebensziele das höchste sei. Bhisma, einer der Pandava-Brüder, tritt für Kama ein. Dies sei die erste Pflicht des Menschen, denn ohne Begierde sei jede Leistung unmöglich. Er sieht Kama als das Geheimnis allen Erfolges, ob materieller oder geistiger Art.
Die Vielschichtigkeit des Begriffes Kama wird in einem anderen Abschnitt des Mahabharata deutlich. Das große Epos lässt Kamadeva, die Personifizierung des Kama, selbst erklären, in wie vielen verschiedenen Formen das Verlangen jeden Menschen beherrscht.
„Keinem Wesen ist es möglich mich zu zerstören. Ein Mensch, der meine Macht kennt, bemüht sich, mich durch das Murmeln von Gebeten zu überwinden; dann besiege ich ihn mit dem Glauben, ich sei das subjektive Ego in ihm. […] Wenn ein Mensch mich durch Askese überwinden will, dann erscheine ich als Askese in seinem Sinn und verhindere so, dass er mich erkennt. Und wenn ein Wissender mich um der Erlösung willen überwinden möchte, so lache ich ihm fröhlich ins Gesicht. Ich bin der Unvergängliche, den kein Wesen töten noch zerstören kann.“

## Verwendung im Kamashastra
Innerhalb der Kamashastra-Literatur (Lehrwerke über Erotik) ist vor allem das Kamasutra, ein Lehrbuch der körperlichen Liebe, vermutlich zwischen 200 und 300 n. Chr. geschrieben, bekannt geworden. Neuere Werke sind z. B. das Ratirahasya oder das Ananga Ranga.